# Publius Servilius Vatia
Publius Servilius Vatia Isauricus (* 134/130 v. Chr.; † im Frühsommer 44 v. Chr.) war ein römischer Politiker der späten Republik.

## Leben

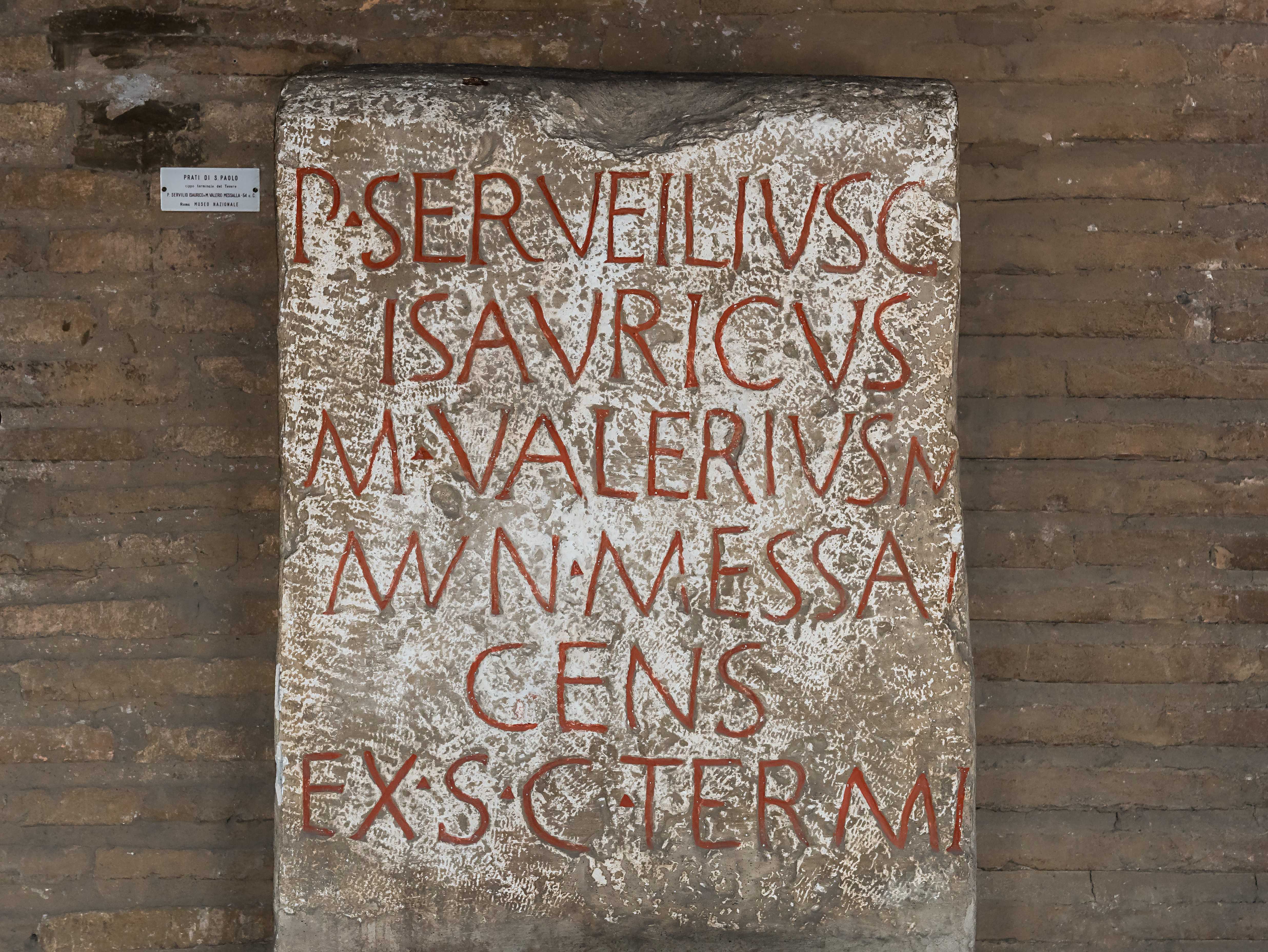
Tibergrenzstein mit den Namen der Zensoren Publius Servilius Vatia, Marcus Valerius Messalla Niger und dem senatus consultum als Inschrift (CIL 06, 31540e)

Der Angehörige des plebejischen Geschlechts der Servilier war der Sohn des Gaius Servilius Vatia und der Caecilia Metella. Um 98 v. Chr. amtierte er als Volkstribun. Vermutlich 90 v. Chr. (vielleicht auch schon etwas früher) wurde er Prätor und Statthalter von Sardinien oder Kilikien, was er auch als Proprätor 89 v. Chr. blieb. 88 v. Chr. feierte er einen Triumph und bewarb sich erfolglos (trotz Unterstützung durch Sulla) um das Konsulat des folgenden Jahres. Stattdessen kommandierte er 87 v. Chr. Truppen in Ariminum, bis er von den Popularen vertrieben wurde und sich Sulla in Griechenland anschloss. Im Bürgerkrieg 82 v. Chr. war er Legat Sullas und siegte in einem Gefecht bei Clusium. 79 v. Chr. wurde er Konsul gemeinsam mit Appius Claudius Pulcher. Zusammen mit diesem stiftete er während seines Konsulats Bilder der Vorfahren in den Tempel der Bellona, der 296 v. Chr. von einem der Ahnen des Claudius Pulcher, dem Konsul Appius Claudius Caecus, gelobt und in der Folge erbaut worden war.
Nach seinem Konsulat wurde Servilius im Jahr 78 v. Chr. Prokonsul von Kilikien, wo er die Piraten bekämpfte. Er war für ein quinquennium ernannt, also für die Jahre 78 bis 74 v. Chr. Er wurde von dem damals 22 Jahre alten Gaius Iulius Caesar begleitet, dem zu der Zeit eine Abwesenheit von Rom ratsam schien. Das erste Jahr wird vermutlich den Vorbereitungen des Feldzuges gewidmet worden sein. Insbesondere sollte eine Flotte bereitgestellt werden. Offenbar hatte schon Gaius Verres, der 80–79 v. Chr. Legat und Proquästor in Kilikien gewesen war, die Milesier mit dem Bau schneller und leichter Schiffe vom Myoparo-Typ beauftragt.
Die eigentliche Militäraktion begann vermutlich 77 v. Chr. und richtete sich zunächst gegen Lykien. Dort hatte ein Seeräuber namens Zeniketes sich zum Herrn der Städte Olympos, Korykos und Phaselis und weiterer Orte an der Küste Pamphyliens aufgeschwungen. Als die Römer seine auf dem Berg Olympos über der gleichnamigen Stadt gelegene Festung angriffen und er keinen Ausweg mehr sah, setzte er Feuer und verbrannte sich und die Seinen. Es ist unklar, ob Zeniketes selbst Kilikier oder ein mit den Kilikiern verbündeter lokaler Räuberhäuptling war, der von ihm beherrschte Küstenabschnitt und die dortigen Städte und Häfen scheinen jedenfalls für die Piraten von großer Bedeutung gewesen zu sein, da sie sich eine nach Florus nicht unblutige Seeschlacht mit der Flotte des Servilius lieferten, statt mit ihren leichten und schnellen Schiffen den römischen Kriegsschiffen auszuweichen, was ihrer sonst geübten Taktik entsprochen hätte. Anschließend bestrafte Servilius das weiter östlich an der pamphylischen Küste gelegene Attaleia, das mit den Piraten kooperiert hatte, indem er es zur Abtretung von Gebieten zwang. Nach dem Sieg über die Isaurier, durch den auch das „rauhe Kilikien“ eine römische Provinz wurde, konnte Servilius 74 v. Chr. einen zweiten Triumph feiern und erhielt den Ehrennamen Isauricus.
Seit spätestens 76 v. Chr. war Servilius Pontifex und kandidierte 63 v. Chr. erfolglos um die Wahl zum Pontifex Maximus. Er gehörte zu Marcus Tullius Ciceros Unterstützern bei der Catilinischen Verschwörung und befürwortete später Ciceros Rückberufung aus dem Exil. In hohem Alter wurde er 55/54 v. Chr. Zensor (zusammen mit Marcus Valerius Messalla Niger), konnte aber das Lustrum nicht abschließen. Er starb im Frühsommer 44 v. Chr. Sein Sohn Publius Servilius Isauricus wurde ebenfalls römischer Konsul.